# Георгиевский сельсовет (Локтевский район)
Георгиевский сельсовет — муниципальное образование со статусом сельского поселения и административно-территориальное образование в Локтевском районе Алтайского края России. Административный центр — село Георгиевка.

## Демография
По результатам Всероссийской переписи населения 2010 года, численность населения муниципального образования составила 636 человек, в том числе 296 мужчин и 340 женщин. Оценка Росстата на 1 января 2012 года — 593 человека.

## Населённые пункты
В состав сельского поселения входит один населённый пункт — село Георгиевка.